# Дерматоглифика

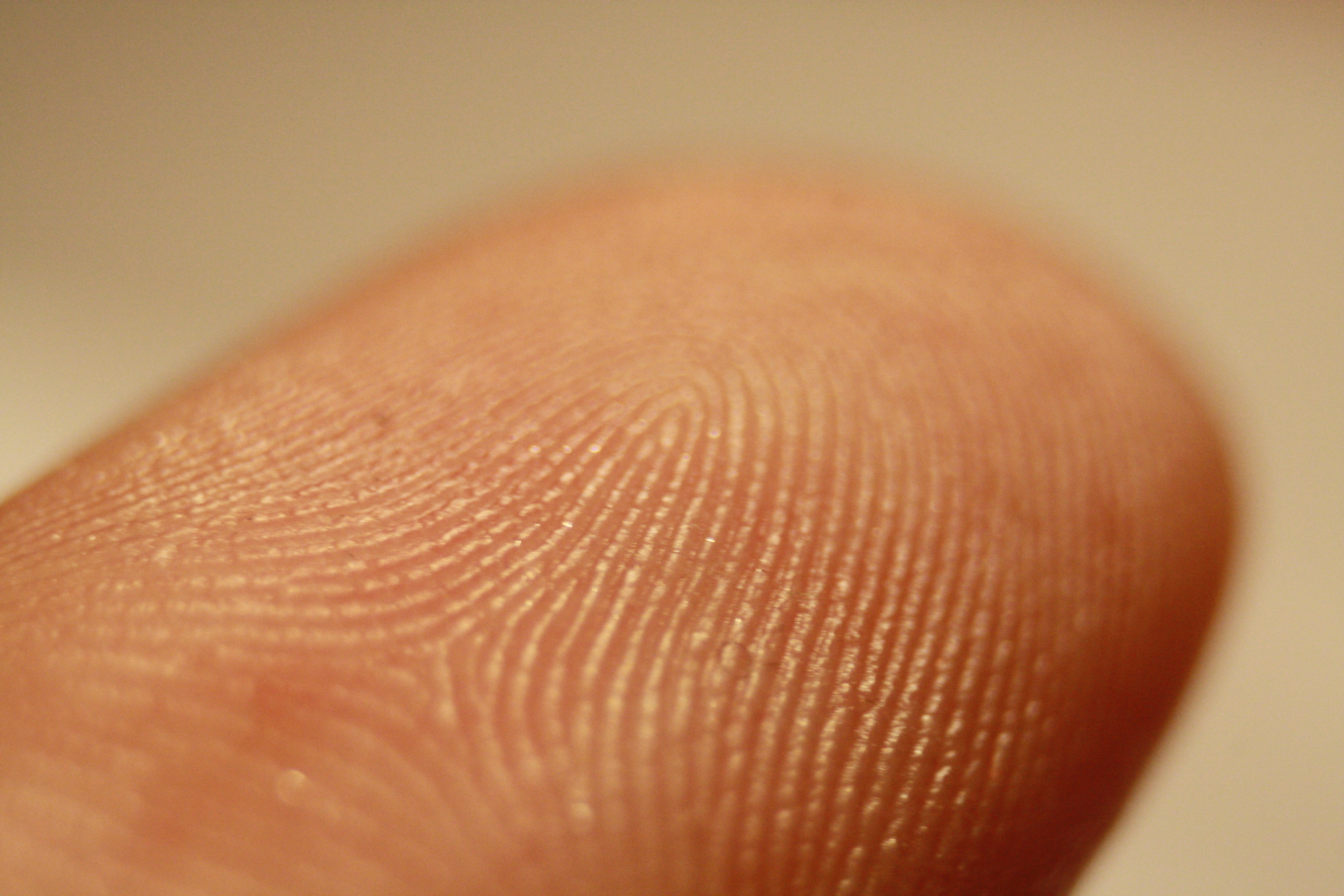
дерматоглифический рисунок на пальце человека

Дерматогли́фика (др.-греч. δέρμα «кожа», род. п. δέρματος + γλύφω «вырезаю, гравирую») — псевдонаучный способ тестирования организма человека, основанный на изучении признаков узоров на коже ладоней и стоп. Дерматоглифические признаки могут являться маркерами некоторых хромосомных, мультифакторных заболеваний, снижения интеллекта, также могут быть этнодиагностическими признаками, кроме того, используются в идентификации личности. Однако, по отчёту 2009 года, «научная» основа опирается на субъективное сравнение, вместо выводов, сделанных на основе научного метода. В России дерматоглифическому тестированию был посвящён меморандум № 1 Комиссии по борьбе с лженаукой, опубликованный в 2016 году. По мнению исследователей, такое тестирование имеет ряд черт, присущих хиромантии, но также и ряда других псевдонаучных концепций, таких, как соционика, астрология и т.п.

## История
Возникновение дерматоглифики, как дисциплины, возводят к 1892 году, когда учёный-любитель сэр Фрэнсис Гальтон опубликовал книгу «Отпечатки пальцев» (англ. Finger Prints). Однако уже в начале XVII века в трудах анатомов встречаются описания дерматоглифических узоров, а в начале XIX века появляется фундаментальная классификация пальцевых узоров, созданная Яном Пуркине. Позднее она была в значительной мере использована Гальтоном.
В 1929 году анатомы Гарольд Камминс и Чарльз Мидло опубликовали книгу «Отпечатки пальцев, ладоней и подошв: введение в дерматоглифику» (англ. Finger prints, palms and soles: an introduction to dermatoglyphics). Данная работа оказала сильное влияние на дисциплину и метафорично называется «библией» в своей области.
В середине 1970-х годов дерматоглифика изучалась в СССР (в Минском медицинском институте, и нескольких медицинских центрах в Москве, Киеве, Ленинграде и других городах страны). При этом под дерматоглифическим признаком понимались заметные изменения папиллярного узора, которые характерны для некоторых генетических заболеваний.
В 2016 году Комиссия по борьбе с лженаукой и фальсификацией научных исследований выпустила меморандум, который признаёт дерматоглифическое тестирование лженаучным.

## Функциональное значение

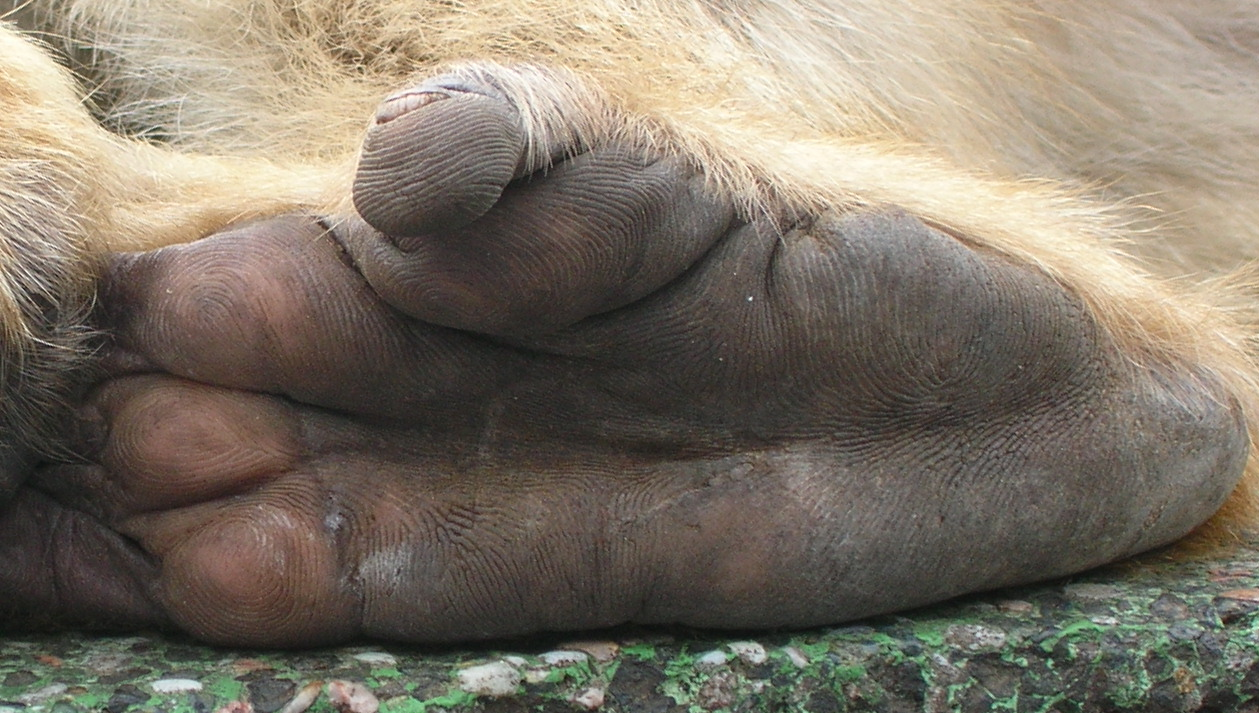
Дерматоглифический рисунок на подошве магота (Macaca sylvanus).

Пальцевые гребни увеличивают способность трения поверхностей рук и ног, что способствует более прочному прикреплению к поверхности. Так, известно, что у приматов, которые передвигаются по горизонтальным поверхностям, сложность дерматоглифики нижних конечностей падает в сравнении с приматами, которые используют нижние конечности для захвата предметов. У гоминидов на поверхности стопы присутствует наименьшее количество сложных узоров.
Также папиллярные линии играют роль в чувствительности, где кожа испытывает трение или давление. Например, кончики фаланг пальцев шимпанзе и горилл имеют сложные пальцевые узоры, в то же время не участвуют в захвате предметов.

## Формирование гребневой кожи

### Формирование волярных поверхностей
Процесс формирования отпечатков пальцев у человека начинается на 10 неделе беременности, когда эмбрион имеет размер 80 мм. В это время кожа уже состоит из двух основных частей: эпидермис и дерма. Эпидермис — типичная эпителиальная ткань, которая состоит из нескольких слоев. Самый глубокий слой, прикрепляющийся к дерме, называется базальным слоем. На 10-й неделе он имеет аморфный внешний вид и состоит из фибробластов и коллагеновых волокон. Важная анатомическая структура в коже — эмбриональная волярная кожа, или так называемые волярные подушечки. Они располагаются на мышечных возвышениях и состоят из подкожной жировой клетчатки. У человека волярные подушечки располагаются на апикальных части фаланг пальцев (апикальные подушечки), в дистальной части ладони (межпальцевые подушечки) и в области тенара и гипотенара. В человеческом эмбрионе волярные подушечки начинают формироваться на 7 неделе беременности. Они продолжают рост к 9 неделе и оформляются в виде округлых бугорков с четко выраженным основанием. Позже они становятся меньше и сливаются с окружающей тканью. Апикальные и межпальцевые подушечки присутствуют при больших сроках, и даже при рождении. Геометрия в итоге приближается к форме взрослого человека. На человеческих руках гипотенар, тенар и межпальцевые подушечки не развиты и исчезают рано. Легко увидеть, что зоны, покрытые эмбриональными волярными подушечками, имеют специфические паттерны: завитки, петли, но иногда они отсутствуют. Это указывает на то, что волярные подушечки имеют важное значения для формирования отпечатков пальцев.

### Формирование гребневых линий
Начиная с 10-й недели базальный слой эпидермиса становится слегка волнистым, эта поверхность называется первичными гребнями. Картина первичных гребней определяет будущую структуру поверхности. Первичные гребни не образуются одновременно на ладонях и подошвах, как правильно на ногах происходит запаздывание развития на неделю. На руке первичные гребни сначала формируются на верхушках апикальных подушечек пальцев и вдоль борозды ногтя, затем формирование гребней начинается в межпальцевых областях ладони и в средней части по линиям сгиба, позже приобретает ребристость область тенара и гипотенара. Развитие хребтов завершается проксимальной, а затем и средней частью фаланг пальцев. На подошве последовательность развития гребневой кожи аналогична.
Узор на кончиках пальцев обычно образован тремя сходящимися гребневыми системами. Первая из них — это гребневая система, которая формируется по центру, вторая вдоль борозды ногтя, третья дистально вдоль сгибательных складок. Когда эти гребневые системы контактируют друг с другом, образуются как трирадиусы, так и минуции. Аналогичным образом трирадиусы формируются на дистальной части ладони. Иногда основной контур гребней на кончике пальца устанавливается почти мгновенно, тогда получаются более простые узоры. Гребни на ладони образуются параллельно основным линиям сгиба и формирование гребневой кожи на ладони вдали от волярных поверхностей начинается вдоль этих сгибов.

## Наследуемость и генетика дерматоглифических признаков
Количество гребневых гребней и тип узоров — полигенный количественный признак, который не меняется с возрастом. Дерматоглифические показатели имеют высокую степень наследуемости (h2 = 0.65 до 0.96). Одним из генов, который участвует в формировании завитковых узоров на указательных пальцах, является ADAMTS9-AS2, предполагается, что этот ген кодирует длинную некодирующую РНК, которая участвует в эпигенетической регуляции во время раннего развития. Многофакторный анализ сцепления на основе исследования 2114 человек из 922 семей выявил, что участок хромосомы 5q14.1 имеет взаимосвязь с суммарным гребневым счетом. Также найдена ассоциация между полиморфными вариантами рецептора к интерлейкину IL-4R и снижением среднего гребневого счета. В формировании гребневых линий участвует ген SMARCAD1, мутации в этом гене приводят к развитию адерматоглифии.

#### Дерматоглифика и хромосомные заболевания

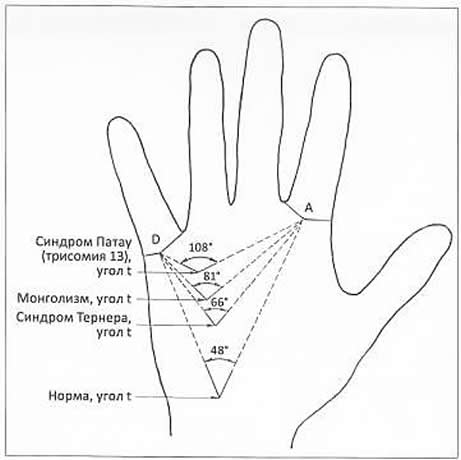
Ладонная дерматоглифика при хромосомных отклонениях

Дерматоглифические признаки маркируют некоторые хромосомные заболевания и врожденные аномалии .
- Синдром Клайнфельтера: увеличение встречаемости дуговых узоров на больших пальцах, большая встречаемость ульнарных петель на указательных. Низкая встречаемость завитков, и низкий гребневой счет в сравнении с контрольной группой.[32]
- Синдром кошачьего крика (5p-): высокая встречаемость дуговых узоров на руках и поперечных ладонных складок в 90 % случаях.[33]
- Синдром Нейджели-Франческетти-Ядассон: отсутствие любых дерматоглифических признаков.[34]
- Синдром Нунан: повышенная встречаемость завитков на фалангах пальцев и аксиального трирадиуса t, также, как в синдроме Шерешевского — Тёрнера, более высокая встречаемость t' и t'' трирадиусов, чем в контрольной группе[35]. Высокая частота встречаемости поперечной ладонной складки.
- Синдром Патау (синдром трисомии 13): Преобладание дугового узора и встречаемость поперечной ладонной складки в 60 % случаев.[36]
- Синдром Эдвардса (синдром трисомии 18): 6 — 10 дуговых узорах на пальцах, встречаемость поперечной ладонной складки в 30 % случаев.[36]
- Синдром Дауна (синдром трисомии 21): у людей с синдромом Дауна высокая встречаемость ульнарных петель, также значительные различие угла между трирадиусами a, t и d. В 50 % случаев встречается поперечная ладонная складка, а также узоры в области гипоцентра и межпальцевой области.[37]
- Синдром Тернера: преобладание завитков, хотя частота этого узора зависит от отдельных хромосомных отклонений.[38]
- Синдром Рубинштейна-Тейби: преобладание широких больших пальцев, низкое значения гребневого счета, и наличие узоров на межпальцевых областях.[39]

#### Дерматоглифика при мультифакторных заболеваниях
- Диабет 2-го типа: В результате метаанализа дерматоглифических признаков у диабетиков из контрольной группы численностью 4400 человек было выявлено статистически значимое снижение доли петель, и увеличение непетлевых узоров, а также общее снижение общего гребневого счета в группе диабетиков в сравнении с контрольной группой.[40]
- Шизофрения: метаанализ работ по связи шизофрении с дерматоглифическими признаками показал статистически значимое, однако незначительное по эффекту снижение общего количества завитков на пальцах и А-B гребневого счета у больных шизофренией.[41]
- Биполярное аффективное расстройство: у больных биполярным аффективным расстройством наблюдаются значимые положительные корреляции с a-b гребневым счетом.[42]
- Синдром дефицита внимания и гиперактивности: значимое увеличение флуктуационной асимметрии гребневого счета в группе людей с синдромом в сравнении с контрольной группой.[43]
- Адерматоглифия: редкая генетическая мутация, приводящая к отсутствию у индивидуума отпечатков пальцев, а также тонких бороздок на коже ладоней и ступней, связана с мутацией с гена SMARCAD1 в плече хромосомы 4q22.[44]
- Рак молочных желёз: повышенная встречаемость 6 и более завитковых узоров в группе больных раком молочных желёз,[45] также в другом исследовании наблюдалось статистически значимое увеличения завитковых узоров в группе больных раком молочной железы.[46]
- Гипертония: Метаанализ 37 публикаций показал большую встречаемость сложных узоров и общего гребневого счета в группе людей с артериальной гипертензией.[47]

## Изучаемые признаки

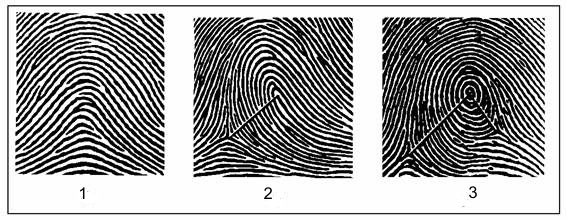
Основные типы пальцевых узоров: 1 — дуга; 2 — петля и 3 — завиток.

Основное внимание в дерматоглифике уделяется папиллярным узорам так называемой гребешковой кожи ладоней и стоп человека. Как правило, особо выделяются узоры, расположенные на подушечках пальцев рук, к ним относятся следующие описательные понятия:
- Трирадиус или дельта. Место схождения трёх групп параллельных папиллярных линий.
- Гребешковый счёт. Количество папиллярных линий от центра пальцевого узора до трирадиуса.
- Дуга, петля, завиток. Виды пальцевых узоров. Дуге соответствует отсутствие трирадиуса в узоре, петле — один трирадиус, завитку — два трирадиуса.
- Дельтовый индекс. Общее количество трирадиусов на всех пальцах.

При описании признаков остальной ладони выделяются:
- Межпальцевый трирадиус. Признак, аналогичный пальцевым дельтам, расположенный между основаниями пальцев.
- Направление ладонных линий. Учитывается, на каком поле ладони заканчиваются папиллярные линии, начинающиеся от межпальцевых трирадиусов.
- Тенар (thenar) — возвышение в основании большого пальца.
- Гипотенар (hypothenar) — второе возвышение ладони, расположенное ниже основания мизинца.
- Осевой проксимальный ладонный трирадиус (t). Расположен близко к медиальной линии ладони.

Также существует количественные характеристики
- СГС — суммарный гребневой счет, который равняется сумме количества гребней от дельты до центра узора
- a-b гребневой счет- количество гребней между пальцевыми трирадиусами.

При этом, при различных целях исследования, выделяются и описываются разные группы признаков.

## Дерматоглифика и строение мозга
На основе исследований МРТ 53 пар близнецов с биполярным расстройством и 51 здоровых в контрольной группе было выявлено, что биполярное расстройство связано с a-b гребневым счетом, что указывает на более высокий уровень гребневого счета у больных биполярным расстройством. Вне зависимости от заболевания, a-b гребневой счета показал генетически и опосредованную ассоциацию с объёмом мозга, с коэффициентом корреляции −0.36 для общего объёма мозга, −0.34 для объёма коры головного мозга, −0.27 для серого вещества коры головного мозга. В статье утверждается, что генетически детерминированные аномалии развития плода между 10 и 15 неделями беременности связаны с меньшими объёмами мозга у субъектов, подверженных риску биполярного расстройства.

## Дерматоглифика и умственное развитие
Данные свидетельствуют о высоком уровне аномальных дерматоглифических признаков у людей с нарушенной способностью к обучению, и полагается, что факторы окружающей среды, действующие на ранней стадии развития или взаимодействия между генетическими особенностями и окружающей средой, могут быть причиной их возникновения.. Так, в группе людей со сниженным интеллектом (IQ <70) наблюдалось увеличение простых дуговых узоров и радиальных петель, а также увеличение доли аномальных ладонных складок. Также обнаружено увеличение доли аномальных ладонных складок и сливание гребневых линий в группе людей с психическими заболеваниями, подобными шизофрении.

## Дерматоглифика и психологические характеристики
Между дерматоглифическими и психологическими признаками существует взаимосвязь, однако эти связи невелики и немногочисленны: у русских студентов МГУ выявлено только 3-8 % неслучайных ассоциаций между типами пальцевых узоров, гребневым счетом и психологическими показателями.
А именно:
- Характеристики тревожности и особенности нервной системы (по тестам Спилбергера и Стреляу) достоверно связаны с кожными узорами только в 2,3 и 4,6 % случаев, соответственно.
- Для показателей теста Айзенка обнаружено 8,4 % реальных связей.
- Анализ парных корреляций признаков телосложения и ладонной дерматоглифики выявил всего 4,8 % значимых связей низкого уровня (коэффициенты корреляции не превышают величину 0,22).
- Отсюда со всей очевидностью следует, что дерматоглифика не может служить тестом для отбора спортсменов.
- Признаки дерматоглифики и темперамента демонстрируют 9,7 % достоверных корреляций низкого уровня (коэффициенты корреляции не превышают величину 0,4).
- Для показателей асимметрии дерматоглифических характеристик и особенностей темперамента обнаружено 10,4 % достоверных парных корреляций низкого уровня (коэффициенты корреляции не превышают величину 0,3).
- Максимальное количество значимых связей демонстрируют шкалы теста Р. Кеттела (13,3 %).
- Характеристики темперамента, определённые по тесту Г. Айзенка, значимо связаны с показателями асимметрии дерматоглифических признаков в 12,4 % случаев, по тестам Я. Стреляу и Ч. Спилбергера — в 4,8 % и 4,3 % случаев, соответственно[51][52].

Низкий уровень связей и их небольшое количество не позволяют использовать качественные признаки ладонной дерматоглифики в прогнозировании размеров тела и особенностей темперамента человека.

## Дерматоглифика в спортивном отборе
В ряде исследований было показано, что дерматоглифические признаки могут коррелировать с физическими особенностями человека, но прогностическая ценность таких корреляций низка, чтобы использовать метод дерматоглифики в качестве единственного метода диагностики физических способностей.
Также было показано, что уровень асимметрии дерматоглифических признаков связан с уровнем пренатального тестостерона у мужчин, что также указывает на взаимосвязь дерматоглифических признаков с физическими способностями.
В 2013 году в России Федеральный научный центр физической культуры и спорта опубликовал брошюру под названием «Использование пальцевой дерматоглифики для прогностической оценки физических способностей в практике отбора и подготовки спортсменов. Методические рекомендации», развивающее идеи докторской диссертации Т. Ф. Абрамовой «Пальцевая дерматоглифика и физические способности». Однако, как отмечает к.б.н., специалист по биометрии, Н. Н. Хромов-Борисов, корректный статистический анализ данных, приведенных в этой диссертации, не подтверждает состоятельность применения дерматоглифических признаков для оценки и прогнозирования физических способностей человека. Также он отмечает, что эти методические указания не соответствуют стандартам клинической информативности тестов.

## Коммерциализация
В XXI веке получило распространение коммерческое использование дерматоглифики, т. н. «дерматоглифическое тестирование», в том числе в виде стационарных аппаратов, которые могут управляться человеком-оператором, который интерпретирует результаты, так и полностью в автоматическом режиме. Результаты такого «тестирования» интерпретируются, как якобы научно обоснованная диагностика об интеллектуальных, физических параметрах участника, а также о его личностных качествах.